# Guilty Hands
Guilty Hands is een Amerikaanse misdaadfilm uit 1931 onder regie van W.S. Van Dyke.

## Verhaal
De advocaat Richard Grant gelooft dat moord gerechtvaardigd is onder bepaalde omstandigheden. Zijn nieuwste cliënt is de crimineel Gordon Rich. Zijn dochter Barbara neemt hem mee naar een galadiner bij Gordon. Daar krijgt Richard te horen dat Barbara verloofd is met zijn cliënt. Kort daarna vermoordt de advocaat Gordon met een pistool.

## Rolverdeling
| Acteur           | Personage        |
| ---------------- | ---------------- |
| Lionel Barrymore | Richard Grant    |
| Kay Francis      | Marjorie West    |
| Madge Evans      | Barbara Grant    |
| William Bakewell | Tommy Osgood     |
| C. Aubrey Smith  | Dominee Hastings |
| Polly Moran      | Tante Maggie     |
| Alan Mowbray     | Gordon Rich      |
| Forrester Harvey | Spencer Wilson   |
| Charles Crockett | H.G. Smith       |
| Henry A. Barrows | Harvey Scott     |